# Viaggio di nozze (film 1928)
Viaggio di nozze (Just Married) è un film muto del 1928 diretto da Frank R. Strayer. La sceneggiatura si basa su Just Married, lavoro teatrale di Adelaide Matthews e Anne Nichols, commedia andata in scena a Broadway il 26 aprile 1921.

## Trama
Victoire, modella in un negozio di moda parigino, scopre che Percy Jones sta per sposarsi con Roberta. Determinata a rovinare la loro unione, Victoire si imbarca sul piroscafo alla volta degli Stati Uniti dove si trova anche l'ex fidanzato con la sua nuova compagna. Sulla nave si trova pure Robert Adams, un innamorato di Roberta. Tra equivoci e sbagli di identità, alla fine Robert e Roberta finiscono per fidanzarsi mentre Percy, pur se riluttante, accetta di sposare Victoire.

## Produzione
Il film fu prodotto dalla Paramount Pictures e venne girato nei Paramount Studios di Hollywood, al 5555 di Melrose Avenue. Le riprese iniziarono il 17 maggio 1928.

## Distribuzione
Il copyright del film, richiesto dalla Paramount Famous Lasky Corp., fu registrato il 16 agosto 1928 con il numero LP25545.
Distribuito dalla Paramount Pictures, il film - presentato da Jesse L. Lasky e da Adolph Zukor - uscì nelle sale cinematografiche statunitensi il 18 agosto 1928, dopo essere stato presentato a New York l'11 agosto. Fu distribuito anche in Europa: in Germania dalla Paramount-Ufa-Metro-Verleihbetriebe GmbH (Parufamet) che lo fece uscire in sala nel 1929 con il titolo Erstens kommt es anders. In Francia, gli fu dato il titolo Voyage de noces.
Non si conoscono copie ancora esistenti della pellicola che viene considerata presumibilmente perduta.